# 龍珠潭
龍珠潭位於香港新界大埔區的八仙嶺郊野公園。

## 地理環境
- 「龍珠潭瀑布」分成上下兩層，兩層之間有一個「龍珠潭」，下層之下另有「龍珠下潭」。上層瀑布高約8米，「龍珠潭」的邊長約4米，承接上層的河水，氣勢逼人，「龍珠潭」的東口平滑，潭水瀉出，一落11米，形成「龍珠下瀑」。下層瀑布的是一條飛瀑，另有三角形深潭，潭面不大。

## 公共交通
- 公共汽車
  - 公眾假期：在大埔墟鐵路站乘搭九龍巴士營運的第275R路線直達；
  - 平日：在大埔墟鐵路站乘搭九龍巴士營運的第75K路線到「大尾篤」，再步行約40分鐘。

## 鄰近的觀光熱點
- 新娘潭：水潭面積廣闊，水深而清，夏季在這裡游泳，清涼消暑。
- 照鏡潭：獲譽為香港最壯觀瀑布。